# Lützendorfer Graben
Der Lützendorfer Graben ist ein nach dem Weimarer Stadtteil Lützendorf benannter Bach, der am ehemaligen Kammergut Lützendorf vorbeifließt. Der Lützendorfer Graben fließt durch das Waldgebiet des Bernhardtsbergs, der wiederum Bestandteil des Naturschutzgebietes Südhang Ettersberg ist. Der Graben reicht bis etwa zur Schwanseestraße. Der Lützendorfer Graben verläuft teilweise oberirdisch, teils unterirdisch. Er durchfließt auch den Bereich der ehemaligen Lützendorf-Kasernen. In der Quellmulde des Lützendorfer Grabens ist eine partielle Siedlungs-Wüstung mit partieller Flurwüstung festgestellt worden.
Bis in den Bereich des Lützendorfer Grabens fanden archäologische Grabungen statt.